# NGC 5014
NGC 5014 је спирална галаксија у сазвежђу Ловачки пси која се налази на NGC листи објеката дубоког неба.
Деклинација објекта је + 36° 16' 54" а ректасцензија 13h 11m 31,4s. Привидна величина (магнитуда) објекта NGC 5014 износи 12,7 а фотографска магнитуда 13,6. Налази се на удаљености од 22,8000 милиона парсека од Сунца. NGC 5014 је још познат и под ознакама UGC 8271, MCG 6-29-55, MK 449, IRAS 13092+3632, CGCG 189-37, KUG 1309+365, PGC 45787.